# USS Westover
L'USS Westover (ID-2867), est un cargo de l’United States Navy qui a servi pendant la Première Guerre mondiale et a été coulé lors de son voyage inaugural.

## Construction et acquisition
Le Westover a été mis en chantier en tant que cargo commercial du nom de War Sun, de conception 1013, par J. F. Duthie & Company  à Seattle, Washington, pour la Cunard Line. Pendant sa construction, il a été repris par l'United States Emergency Fleet Corporation et rebaptisé SS Westover. Il fut lancé le 17 février 1918),.
Le 9 avril 1918, alors que le Westover était encore en cours d’équipement, l’US Navy l’inspecta en vue d’une éventuelle utilisation pendant la Première Guerre mondiale. Après son achèvement le 18 avril 1918, il se rendit sur la côte est des États-Unis et fut transféré à l’US Navy en mai 1918. Portant le numéro d’identification 2867, il est mis en service le 22 mai 1918 sous le nom d’USS Westover (ID-2867) à Newport News (Virginie).

## Carrière
Affecté au Naval Overseas Transportation Service, le Westover se rendit à New York où il prit une cargaison de fournitures générales de l’armée des États-Unis et partit en convoi le 27 mai 1918 à destination de Saint-Nazaire en France. Il a eu des problèmes de moteur pendant le voyage et est resté en arrière du convoi. Il continua vers la France, seul et à basse vitesse, jusqu’à 7 h 30 le 11 juillet 1918, lorsque le sous-marin allemand U-92 le torpilla et l’envoya au fond de l’océan Atlantique à la position 46° 36′ N, 12° 21′ O avec la perte de onze membres d'équipage,,,.